# Швајцарска на Светском првенству у атлетици на отвореном 2015.
Швајцарска је на Светском првенству у атлетици на отвореном 2015. одржаном у Пекингу од 22. до 30. августа, учествовала петнаести пут, односно учествовала је на свим првенствима до данас. Репрезентацију Швајцарске представљало је 15 учесника (2 мушкарца и 13 жена) који су се такмичили у 11 дисциплина (2 мушке и 9 женских).,
На овом првенству Швајцарска није освојила ниједну медаљу али су њени такмичари оборили три национална и пет лична рекорд и остварили шест најбоља лична резултата сезоне. У табели успешности према броју и пласману такмичара који су учествовали у финалним такмичењима (првих 8 такмичара) Швајцарска је са једним учесником у финалу делила 59. место са 3 бода.
| Плас. | Земља      | 1. место | 2. место | 3. место | 4. место | 5. место | 6. место | 7. место | 8. место | Бр. финал. | Бод. |
| ----- | ---------- | -------- | -------- | -------- | -------- | -------- | -------- | -------- | -------- | ---------- | ---- |
| =59.  | Швајцарска | 0        | 0        | 0        | 0        | 0        | 1        | 0        | 0        | 1          | 3    |

## Учесници
| Мушкарци: - Тадесе Абрахам — Маратон - Карим Хусејин — 400 м препоне | Жене: - Муџинба Камбуђи — 100 м, 200 м, 4 х 100 м - Селина Бихел — 800 м - Ноеми Цберен — 100 м препоне - Леа Шпрунгер — 400 м препоне, 4 х 100 м - Петра Фонтаниве — 400 м препоне - Мариса Лаванши — 4 х 100 м - Сара Атчо — 4 х 100 м - Лаура Поли — Ходање 20 км - Марија Поли — Ходање 20 км - Никол Бихлер — Скок мотком - Ангелица Мозер — Скок мотком - Каролин Ању — Седмобој - Валери Регел — Седмобој |  |

## Резултати

### Мушкарци
| Атлетичар      | Дисциплина    | Лични рекорд | Квалификације | Квалификације | Полуфинале | Полуфинале | Финале               | Финале       | Детаљи |
| Атлетичар      | Дисциплина    | Лични рекорд | Резултат      | Место         | Резултат   | Место      | Резултат             | Место        | Детаљи |
| -------------- | ------------- | ------------ | ------------- | ------------- | ---------- | ---------- | -------------------- | ------------ | ------ |
| Тадесе Абрахам | Маратон       | 2:07:45      |               |               |            |            | 2:19:25              | 19 / 42 (68) |        |
| Карим Хусејин  | 400 м препоне | 48,45        | 49,08 КВ      | 3. у гр. 3    | 48,59      | 3. у гр. 3 | Није се квалификовао | 9 / 40 (44)  |        |

### Жене
| Атлетичарка                                             | Дисциплина    | Лични рекорд | Квалификације | Квалификације | Полуфинале   | Полуфинале | Финале                | Финале       | Детаљи                                      |
| Атлетичарка                                             | Дисциплина    | Лични рекорд | Резултат      | Место         | Резултат     | Место      | Резултат              | Место        | Детаљи                                      |
| ------------------------------------------------------- | ------------- | ------------ | ------------- | ------------- | ------------ | ---------- | --------------------- | ------------ | ------------------------------------------- |
| Муџинба Камбуђи                                         | 100 м         | 11,17 НР     | 11,17 КБ, НР  | 2. у гр. 6    | 11,07 НР     | 5. у гр. 2 | Није се квалификовала | 12 / 52 (54) | Архивирано на веб-сајту (29. новембар 2015) |
| Муџинба Камбуђи                                         | 200 м         | 22,80 НР     | 22,92 КВ      | 2. у гр. 1    | 22,64 НР     | 4. у гр. 1 | Није се квалификовала | 10 / 49 (51) |                                             |
| Ноеми Цберен                                            | 100 м препоне | 12,71        | 12,93 КВ      | 3. у гр. 2    | 12,81 кв     | 3. у гр. 2 | 12,95                 | 6 / 37       |                                             |
| Леа Шпрунгер                                            | 400 м препоне | 55,60        | 55,71 КВ      | 4. у гр. 2    | 55,83        | 6. у гр. 1 | Нису се квалификовале | 13 / 36 (37) |                                             |
| Петра Фонтаниве                                         | 400 м препоне | 56,09        | 56,40 КВ      | 3. у гр. 5    | 56,35        | 6. у гр. 2 | Нису се квалификовале | 18 / 36 (37) |                                             |
| Мариса Лаванши Леа Шпрунгер2 Муџинба Камбуђи2 Сара Атчо | 4 х 100 м     | 42,94 НР     | 43,38         | 6. у гр. 2    |              |            | Нису се квалификовале | 13 / 16      |                                             |
| Лаура Поли                                              | 20 км ходање  | 1:33:22      |               |               |              |            | 1:36:26 ЛРС           | 33 / 56 (62) |                                             |
| Марија Поли                                             | 20 км ходање  | 1:32:36 НР   | 1:39:49       | 40 / 42 (50)  |              |            |                       |              |                                             |
| Никол Бихлер                                            | Скок мотком   | 4,71 НР      | 4,45          | 8. у гр. А    |              |            | Нису се квалификовале | 17 / 26 (29) |                                             |
| Ангелица Мозер                                          | Скок мотком   | 4,41         | 4,15          | 13. у гр. Б   | 25 / 26 (29) |            | Нису се квалификовале |              |                                             |

- Атлетичарке у штафети означене бројем су учествовале у више дисциплина

#### Седмобој
| Дисциплина    | Каролин Ању  | Каролин Ању | Каролин Ању | Каролин Ању | Каролин Ању | Каролин Ању  |
| Дисциплина    | Лични рекорд | Резултат    | Бод.        | Плас.       | Укупно      | Плас.        |
| ------------- | ------------ | ----------- | ----------- | ----------- | ----------- | ------------ |
| 100 м препоне | 13,74        | 13,93       | 988         | 24.         |             |              |
| Скок увис     | 1,74         | 1,68        | 830         | 28.         | 1.818       | 26.          |
| Бацање кугле  | 13,86        | 14,49 ЛР    | 827         | 6.          | 2.645       | 24.          |
| 200 м         | 25,24        | 25,14 ЛР    | 874         | 24.         | 3.519       | 25.          |
| Скок удаљ     | 6,28         | 5,97        | 840         | 22.         | 4.359       | 23.          |
| Бацање копља  | 49,34        | 43,15       | 728         | 17.         | 5.087       | 22.          |
| 800 м         | 2:13,29      | 2:22,47     | 779         | 23.         |             |              |
| Седмобој      | 6.123        |             |             |             | 5.866       | 22 / 28 (36) |

| Дисциплина    | Валери Регел | Валери Регел | Валери Регел | Валери Регел | Валери Регел | Валери Регел |
| Дисциплина    | Лични рекорд | Резултат     | Бод.         | Плас.        | Укупно       | Плас.        |
| ------------- | ------------ | ------------ | ------------ | ------------ | ------------ | ------------ |
| 100 м препоне | 13,78        | 13,94        | 987          | 25.          |              |              |
| Скок увис     | 1,70         | 1,62         | 759          | 32.          | 1.746        | 29.          |
| Бацање кугле  | 14,06        | 13,32        | 749          | 22.          | 2.495        | 31.          |
| 200 м         | 24,30        | 24,83        | 902          | 20.          | 3.397        | 29.          |
| Скок удаљ     | 6,14         | БП           | 0            | 0            | 3.397        | 33.          |
| Бацање копља  | 44,76        | 42,57        | 717          | 19.          | 4.114        | 32.          |
| 800 м         | 2:12,68      | НС           |              |              |              |              |
| Седмобој      | 6.091        |              |              |              | НЗ           |              |